# Garabato
Garabato is een plaats in het Argentijnse bestuurlijke gebied Vera (departement) in de provincie Santa Fe. De plaats telt 2.134 inwoners.